# Моханад Али
Моханад Али Кадим Ал-Шамари (на арабски: مهند علي كاظم الشمري) е иракски футболист – нападател, състезател на белгийския КМСК Дайнзе и Националния отбор на Ирак. Участник в Купата на Азия през 2019 и 2023. През 2024 бележи първия гол срещу Индонезия при победата с 3:1.

## Успехи
Ал-Шорта (Багдад)
- Премиер лига на Ирак
  - Шампион (1): 2018/19

 Ал-Духаил (Доха)
- Катарска Звездна лига
  - Шампион (1): 2019/20

 Ас-Сайлия (Доха)
- Катарска Звездна лига
  - Шампион (1): 2020/21
- Купа на Катар
  - Носител (1): 2021